# بطولة تونس للكرة الطائرة للرجال 2006-2007
بطولة تونس للكرة الطائرة للرجال 2006-2007 هو الموسم رقم 52 من بطولة تونس للكرة الطائرة للرجال.

فاز بهذا الموسم الترجي الرياضي التونسي.

## روابط خارجية
- الموقع الرسمي للجامعة التونسية للكرة الطائرة.